# BD+14°4559
BD+14°4559 (Solaris) é uma estrela de classe K da sequência principal localizada na constelação de Pegasus. Tem uma magnitude aparente de 9,66 e se encontra a 160 anos-luz da Terra.
Em 10 de junho de 2009, um planeta extrassolar com 1,47 vezes a massa de Júpiter foi descoberto orbitando BD+14°4559. Ele possui um período orbital de 269 dias e um semieixo maior de 0,777 UA.
| Planeta | Massa   | Semieixo maior (UA) | Período orbital (dias) | Excentricidade |
| ------- | ------- | ------------------- | ---------------------- | -------------- |
| b       | 1,47 MJ | 0,777               | 268,94 ± 0, 99         | 0,29 ± 0,03    |